# Выборы губернатора Забайкальского края (2019)
Досрочные выборы губернатора Забайкальского края состоялись в Забайкальском крае 8 сентября 2019 года в единый день голосования. Губернатор избирался сроком на 5 лет. Победу в первом туре одержал временно исполняющий обязанности губернатора Александр Осипов.

## Предшествующие события
Предыдущие выборы губернатора Забайкальского края прошли в 2016 году. На них с результатом 54,39% голосов победила Наталья Жданова.
25 октября 2018 года президент РФ Владимир Путин принял отставку Ждановой и назначил временно исполняющим обязанности губернатора Александра Осипова.
17 апреля 2019 года Законодательное собрание Забайкальского края приняло поправки в Закон Забайкальского края «О выборах губернатора Забайкальского края», благодаря которым была введена процедура самовыдвижения.

## Ключевые даты
- 5 июня
  - Законодательное собрание Забайкальского края назначило выборы на 8 сентября 2019 года (единый день голосования)[5].
  - постановление о назначении выборов было опубликовано[5].
  - опубликован расчёт числа подписей депутатов, необходимых для регистрации кандидата[6].
  - опубликован расчёт числа подписей избирателей, необходимых для регистрации кандидата, выдвинутого в порядке самовыдвижения[7].
- по 5 июля — период выдвижения кандидатов[5].
  - агитационный период начинается со дня выдвижения кандидата и прекращается за одни сутки до дня голосования.
- с 13 по 21 июля — представление документов для регистрации кандидатов, к заявлениям должны прилагаться листы с подписями муниципальных депутатов[5].
  - в течение 10 дней после принятия документов для регистрации — принятие решения о регистрации кандидата либо об отказе в регистрации[5].
- с 10 августа по 6 сентября — проведение агитации в СМИ[5].
- 7 сентября — день тишины.
- 8 сентября — день голосования.

## Выдвижение и регистрация кандидатов
В Забайкальском крае кандидаты могут выдвигаться политическими партиями, имеющими право участвовать в выборах, или в порядке самовыдвижения. Кандидаты, выдвинутые в порядке самовыдвижения, должны представить подписи 0,5 % избирателей, зарегистрированных на территории края (от 4004 до 4404 подписей).
Каждый кандидат при регистрации должен представить список из трёх человек, один из которых, в случае избрания кандидата, станет представителем правительства региона в Совете Федерации.

### Муниципальный фильтр
В Забайкальском крае кандидаты должны собрать подписи 8 % депутатов представительных органов муниципальных образований и (или) избранных на выборах глав муниципальных образований. Среди них должны быть подписи депутатов представительных органов районов и городских округов и (или) избранных на выборах глав районов и городских округов в количестве 8 % от их общего числа. Кроме того, кандидат должен получить подписи не менее чем в трёх четвертях районов и городских округов. По расчёту избиркома, каждый кандидат должен собрать от 349 до 366 подписей депутатов всех уровней и глав муниципальных образований, из которых от 50 до 52 — депутатов представительных органов и (или) глав не менее чем 27 районов и городских округов края.

## Кандидаты
| Кандидат          | Должность (на момент выдвижения)                                                                              | Субъект выдвижения | Статус                                                                                          | Кандидаты в Совет Федерации                         |
| ----------------- | --- | ------------------ | ----------------------------------------------------------------------------------------------- | --------------------------------------------------- |
| Тагир Аглямов     | пенсионер | Самовыдвижение     | кандидатура снята по личному заявлению                                                          |                                                     |
| Юрий Гайдук       | первый секретарь Забайкальского краевого комитета КПРФ, депутат Законодательного собрания Забайкальского края | КПРФ               | отказано в регистрации (не преодолён муниципальный фильтр)                                      | Доржо Тумунбаяров Андрей Голобоков Елена Титова     |
| Елена Краузе      | председатель МОО Центрального административного района г. Читы ЗРО ООО «Всероссийское общество инвалидов»     | Партия пенсионеров | зарегистрирован                                                                                 | Наталья Бадретдинова Михаил Гомбуев Нина Шатских    |
| Николай Лиханов   | председатель ОО «Профсоюз референдум»                                                                         | Самовыдвижение     | отказано в регистрации (не представила документы для регистрации, не создан избирательный фонд) |                                                     |
| Александр Осипов  | временно исполняющий обязанности губернатора Забайкальского края                                              | Самовыдвижение     | зарегистрирован                                                                                 | Сергей Иванов Виктория Бессонова Баир Жамсуев       |
| Григорий Родионов | временно неработающий                                                                                         | Самовыдвижение     | отказано в регистрации (не представлены документы для регистрации)                              |                                                     |
| Александр Сущих   | менеджер материально-технического снабжения АО «Забайкалье»                                                   | Самовыдвижение     | кандидатура снята по личному заявлению                                                          |                                                     |
| Вячеслав Ушаков   | производственный охотничий инспектор ООО «Лось»                                                               | Патриоты России    | зарегистрирован                                                                                 | Сергей Забелин Геннадий Щукин Александр Терещенко   |
| Яна Шпак          | директор по развитию бизнеса ООО «Зеленый мир плюс»                                                           | Партия Роста       | зарегистрирован                                                                                 | Константин Мязин Александр Лесков Геннадий Капустин |

## Результаты
10 сентября Избирательная комиссия Забайкальского края подвела окончательные результаты выборов. Губернатором избран Александр Осипов. 19 сентября Осипов вступил в должность губернатора и переназначил членом Совета Федерации Баира Жамсуева.
| Место                                    | Место                                    | Кандидат                                 | Партия                                   | Голосов | %       |
| ---------------------------------------- | ---------------------------------------- | ---------------------------------------- | ---------------------------------------- | ------- | ------- |
|                                          | 1.                                       | Александр Осипов                         | Самовыдвижение                           | 248 580 | 89,61 % |
|                                          | 2.                                       | Елена Краузе                             | Партия пенсионеров                       | 9230    | 3,33 %  |
|                                          | 3.                                       | Вячеслав Ушаков                          | Патриоты России                          | 7173    | 2,59 %  |
|                                          | 4.                                       | Яна Шпак                                 | Партия Роста                             | 5739    | 2,07 %  |
|                                          |                                          |                                          |                                          |         |         |
| Действительных бюллетеней                | Действительных бюллетеней                | Действительных бюллетеней                | Действительных бюллетеней                | 270 722 | 97,59 % |
| Недействительных бюллетеней              | Недействительных бюллетеней              | Недействительных бюллетеней              | Недействительных бюллетеней              | 6678    | 2,41 %  |
| Всего                                    | Всего                                    | Всего                                    | Всего                                    | 277 400 | 100 %   |
|                                          |                                          |                                          |                                          |         |         |
| Число бюллетеней, выданных досрочно      | Число бюллетеней, выданных досрочно      | Число бюллетеней, выданных досрочно      | Число бюллетеней, выданных досрочно      | 3697    | 1,33 %  |
| Число бюллетеней, выданных на участке    | Число бюллетеней, выданных на участке    | Число бюллетеней, выданных на участке    | Число бюллетеней, выданных на участке    | 250 753 | 90,29 % |
| Число бюллетеней, выданных вне помещения | Число бюллетеней, выданных вне помещения | Число бюллетеней, выданных вне помещения | Число бюллетеней, выданных вне помещения | 23 271  | 8,38 %  |
|                                          |                                          |                                          |                                          |         |         |
| Явка                                     | Явка                                     | Явка                                     | Явка                                     | 277 721 | 35,07 % |
| Число избирателей                        | Число избирателей                        | Число избирателей                        | Число избирателей                        | 791 865 | 100 %   |